# Udden
Udden – miejscowość (tätort) w Szwecji, w regionie administracyjnym (län) Södermanland, w gminie Eskilstuna.
Według danych Szwedzkiego Urzędu Statystycznego liczba ludności wyniosła: 259 (31 grudnia 2015), 336 (31 grudnia 2018) i 355 (31 grudnia 2019).